# Zingara (brano musicale)
Zingara è la canzone che vinse l'edizione 1969 del Festival di Sanremo. Fu presentata al Festival in doppia esecuzione da Bobby Solo e da Iva Zanicchi. Quest'ultima versione è la più conosciuta anche se quella di Bobby Solo fu prima in classifica in Italia per due settimane.

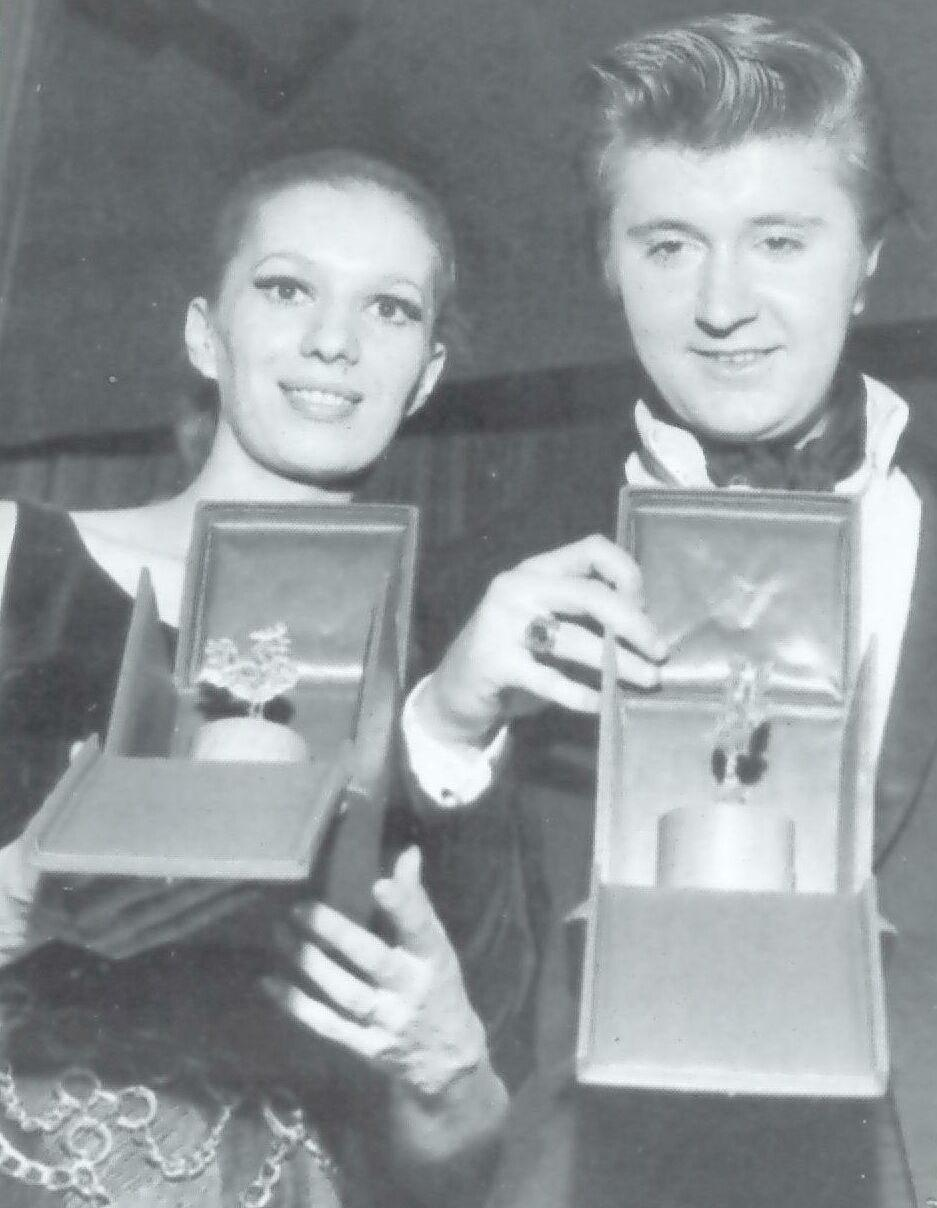
Bobby Solo e Iva Zanicchi nel 1969

## Descrizione
Zingara, scritta da Enrico Riccardi e Luigi Albertelli, era stata proposta a Gianni Morandi che rifiutò ma volle ugualmente partecipare alla realizzazione del disco suonando la chitarra nell'arrangiamento destinato a Bobby Solo. Il testo ruota attorno al personaggio di una zingara alla quale si chiede, con il celebre imperativo iniziale Prendi questa mano zingara, di leggere nella mano la sorte di un amore.
Come lui stesso ha dichiarato, per il testo di Zingara l'autore Luigi Albertelli si ispirò ad un romanzo di David Herbert Lawrence, La vergine e lo zingaro, che lesse nel 1967.
Iva Zanicchi pubblicò il brano nel 45 giri Zingara/Io sogno, mentre Bobby Solo lo pubblicò nel 45 giri Zingara/Piccola ragazza triste

## Cover
- Nel 1969 José Guardiola incide la sua versione di Zingara (Vergara, 10.071-C), inserita nell'album del 1976 (Flash, FK - 1149).
- Sempre nel 1969 il gruppo italiano (ma residente in Messico) The Modern Five la incide nel loro album Somos...Tremendos... con il testo in spagnolo scritto dal gruppo stesso, insieme ad altre cover di brani italiani[4]
- Nel 1969 la canzone fu incisa e pubblicata dalla RCA in Argentina cantata in spagnolo da Nicola Di Bari con l'arrangiamento di Gian Franco Reverberi. Secondo lo stesso Reverberi, dopo 12 giorni la cover aveva venduto 17 000 copie[5].
- Nel 2018 Iva Zanicchi collabora con la band siciliana Atmosfera Blu per una nuova versione del brano a ritmo di salsa. Il brano è cantato in spagnolo ed in inglese mentre per la parte in italiano è la Zanicchi stessa a prestare la sua voce.[6] Per il brano è stato presentato anche un videoclip.[7].
- Nel 2024 viene incisa una nuova versione di Zingara in spagnolo, dal gruppo cileno dei Natalino per il loro album Natalianissimo, a cui partecipa la stessa Zanicchi.